# Night of the Giving Head
Night of the Giving Head ist eine US-amerikanische Pornospielfilm-Parodie des Regisseurs Rodney Moore aus dem Jahr 2008. Der Film ist an den Kult-Horrorfilm Night of the Living Dead von George A. Romero angelehnt.

## Handlung
In einem Haus irgendwo im Mittleren Westen der USA wird eine Party gefeiert. Allerdings will Ginny (Kylee Reese) zuvor noch Blumen zum Grab ihrer Großmutter bringen. Ein Freund bietet sich an, sie zu fahren. Im Auto hören die beiden im Radio eine Rundmeldung, nach der durch die Löcher in der Ozonschicht eine ionisierende Strahlung eindringt, die das männliche Sperma verändert. Frauen, die damit in Kontakt kommen, verwandeln sich in spermasüchtige Zombies, während die Männer nach der Ejakulation das Bewusstsein verlieren.
Schon auf dem „Friedhof“ (einem Baum) begegnen die beiden einem Sperma-Zombie (Amber Rayne), der gerade einen Mann „ausgesaugt“ hat und nun über den Freund herfällt. Ginny erkennt die Situation nicht und fährt allein zurück zum Haus, wo sie den anderen von der Radiodurchsage berichtet. Doch niemand glaubt ihr. Drei ihrer Freundinnen wollen Ginny einen Streich spielen. Deshalb gehen sie mit ihren Freunden in ein Nebenzimmer und befriedigen diese dort oral. Sie sammeln das Sperma und mischen es Ginny, die bisher Jungfrau bleiben wollte, in ihr Getränk. Diese verwandelt sich daraufhin in einen Zombie und hat anschließend Sex mit ihrem Freund.
Inzwischen haben sich immer mehr Frauen in Sperma-Zombies verwandelt. So werden auch zwei Männer in ihrem Auto deren „Opfer“. Eine ganze Gruppe Zombies versucht nun, in das Party-Haus zu gelangen. Drei Männer versuchen zu fliehen, werden aber von den Zombies überwältigt, während vier Freundinnen in ein Zimmer fliehen und sich dort einschließen. Ein Polizist, der bei dem Haus eintrifft, wird ebenfalls „Opfer“ der Zombies, wobei sich vor allem deren „Zombie Queen“ (Caroline Pierce) hervortut. Die vier Freundinnen sehen derweil im Fernsehen die Nachrichten. Ein Sprecher teilt dort mit, dass die Strahlung von einem vorbeifliegenden Kometen verursacht worden war. Nachdem dieser nun vorüber sei, würde seine Wirkung nachlassen. Die Männer würden bald wieder zu sich kommen, und die Frauen könnten geheilt werden, indem man ihnen Schlagsahne in den Mund sprühe. Nebenwirkungen wären, dass die Frauen danach sehr anhänglich und romantisch seien.
Die Freundinnen schleichen sich in die Küche, besorgen Schlagsahne und greifen dann die Sperma-Zombies an. Sie sprühen ihnen allen Schlagsahne in den Mund, worauf diese wieder zu sich kommen und einander liebkosen. Nach getaner Arbeit stellt Gloria (Claire Dames) fest, dass sie davon nun ziemlich geil geworden sei und es bedauere, dass alle Männer K. o. seien. Da taucht jedoch Ginny auf, welche bisher übersehen worden war, und „vergewaltigt“ Gloria mit einem Strap-on. Erst beim Orgasmus schafft es letztere, Ginny die Schlagsahne in den Mund zu sprühen. Damit sind alle Frauen wieder geheilt.

## Auszeichnungen
- 2009: AVN Award – Most Outrageous Sex Scene
- Der Film war zudem in folgenden Kategorien nominiert: Best Sex Comedy, Best Director Feature, Best Oral Sex Scene, Best Supporting Actress.